# De Alkenaer

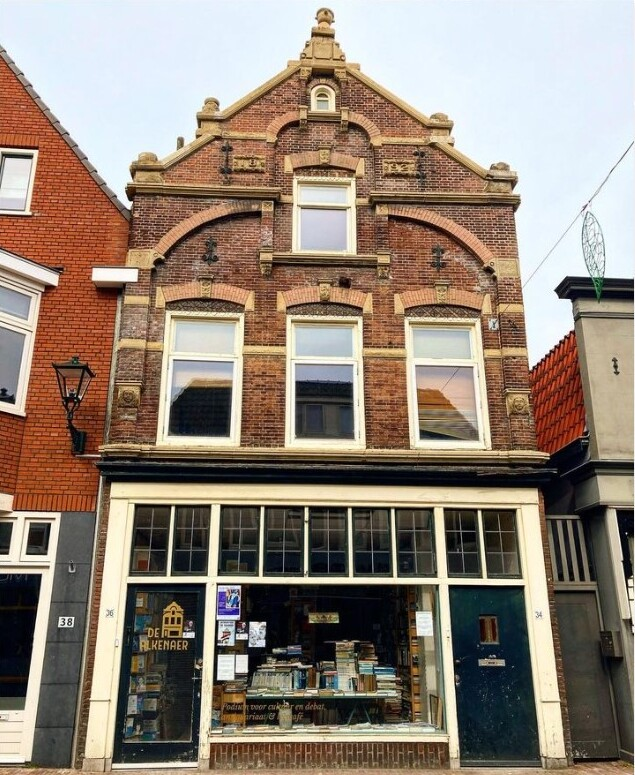
De Alkenaer is gevestigd in een monumentaal pand aan het Ritsevoort te Alkmaar

Stichting Cultuurpodium De Alkenaer is een combinatie van antiquariaat, cultuurpodium en leescafé, op Ritsevoort 36 in Alkmaar. Het organiseert evenementen en activiteiten op het gebied van debatten, literatuur, muziek, theater, erfgoed en andere kunsten.

## Locatie
De Alkenaer is gevestigd in een gemeentelijk monumentaal pand uit 1892, gelegen aan het Ritsevoort 34-36 in Alkmaar.
Het Ritsevoort is een historische straat met een geschiedenis die teruggaat tot de late middeleeuwen, rond 1450-1500. De straat heeft in de loop van de tijd een transformatie ondergaan van een buitenwijk dat in de zestiende eeuw binnen de stadsmuur van Alkmaar kwam te liggen en een integraal onderdeel van de binnenstad werd.
De Alkenaer publiceert artikelen en blogs over de geschiedenis van het pand en het Ritsevoort.

## Geschiedenis
Rond 1974 vestigde zich aan het Ritsenvoort een antiquair, Antiekhandel 't Schotje. Deze werd in 1989 overgenomen door Antiquariaat De Alkenaer, opgericht door Jan Oyevaar (ca.1939). In 2021 nam vriend en oud-medewerker Vincent van de Vrede het handeltje over en samen met partner-ondernemer Bert de Raaf werd sindsdien gewerkt aan een nieuwe toekomst voor De Alkenaer.  Maartje van Meijel sloot zich aan en hieruit kwam in 2023 de Stichting Cultuurpodium De Alkenaer voort.
De Alkenaer werd uitgebreid met een zaal in de achtertuin, geschikt voor 90 tot 100 bezoekers. Deze ruimte wordt gebruikt voor theatervoorstellingen, lezingen en debatavonden.

## Evenementen en activiteiten
De Alkenaer organiseert verschillende activiteiten, zoals literaire lezingen, boekpresentaties, muziekoptredens en theatervoorstellingen. Daarnaast fungeert het als podium voor stadsdebatten en gesprekken, wat voorheen niet aanwezig was in Alkmaar. Deze activiteiten zijn gericht op het stimuleren van kritisch denken en dialoog binnen de lokale gemeenschap. Gestreefd wordt een breed publiek te betrekken en de vrijheid van meningsuiting te bevorderen.
Bekende auteurs zoals Adriaan van Dis, Maarten van Rossem en Annejet van der Zijl hebben op de agenda gestaan. In 2023 werden als try-out literaire en muzikale bijeenkomsten georganiseerd, zoals het literair podium Reuring, onder leiding van dichteres Alja Spaan. De Alkenaer participeerde ook in de VPRO Tegenlicht Meet-ups, waar maatschappelijke thema’s werden besproken. Daarnaast werden filosofische gespreksavonden gehouden waarin destijds actuele kwesties zoals dierenrechten, kunstmatige intelligentie en klimaat centraal stonden.